# Robert Wisdom
Robert Wisdom, född 14 september 1953 i Washington D.C, är en amerikansk skådespelare, mest känd för rollen som drogkungen Lechero i tv-serien Prison Break.

## Filmografi (urval)

### Filmer
- 1994 – Clean Slate - Mort
- 1996 – That Thing You Do - Bobby Washington
- 1997 – Face/Off - Tito Biodni
- 1998 – Joe - jättegorillan - Kweli
- 1999 – The Heist - Slim
- 2000 – Dancing at the Blue Iguana - Eddie
- 2001 – Storytelling - Herr Scott
- 2001 – Osmosis Jones (röst)
- 2002 – Live from Baghdad - Bernard Shaw (TV-film)
- 2003 – Masked and Anonymous - Lucius
- 2003 – Duplex - Officer Dan
- 2004 – Barbershop 2: Back in Business - Alderman Lalowe Brown
- 2004 – Ray - Jack Lauderdale
- 2004 – The Forgotten - Carl Dayton
- 2005 – Crazy in Love - Blume
- 2007 – Freedom Writers - Dr Carl Cohn
- 2007 – Saw IV - Officer Peter
- 2008 – Ball Don't Lie - Officer Perkins
- 2009 – The Collector - Roy
- 2012 – Freelancers - Terrence Burke

### TV-serier
- 1990 - The Bill, avsnitt Street Smart (gästroll som Johnny Olina-Olu)
- 1993 – Agatha Christie's Poirot (TV-serie) - kyparen
- 1996 - Spejaren, avsnitt It Takes a Village (gästroll som löjtnant William)
- 1997–1999 – Cracker (TV-serie) - kommissarie Danny Watlington
- 1998 - Dharma & Greg, avsnitt It Takes a Village (gästroll som Prospero)
- 2001 - Cityakuten, avsnitt Piece of Mind (gästroll som Dr. Hammond)
- 2001 - The District, avsnitt To Serve and Protect (gästroll som Mr. Broyles)
- 2002 - På spaning i New York, avsnitt Safari, So Good (gästroll som Eric Green)
- 2003 - The Agency (TV-serie, 2001)The Agency, avsnitt Absolute Bastard (gästroll som Mr. Banga)
- 2003 - Boomtown, avsnitt Execution (gästroll som Chronic)
- 2003 - Vem dömer Amy?, avsnitt Tricks of the Trade (gästroll som D.A. Matthews)
- 2003–2008 – The Wire (TV-serie) - Howard "Bunny" Colvin
- 2005 - Inconceivable, avsnitt Balls in Your Court (gästroll som Earl Godcheaux)
- 2007 - The Nine, avsnitt Man of the Year (gästroll som Clarence Jones)
- 2007–2008 – Prison Break (TV-serie) - Lechero
- 2008–2009 – Supernatural (TV-serie) - Uriel